# 서울도시과학기술고등학교
서울도시과학기술고등학교(서울都市科學技術高等學校)는 대한민국 서울특별시 성북구 하월곡동에 있는 공립 고등학교이다.

## 학교 연혁
- 1964년 3월 7일 : 숭인공업고등학교 개교(판금용접과 2, 화공과 2), 총 12학급
- 1964년 3월 20일 : 초대 박원서 교장 취임
- 1967년 1월 13일 : 서울 북공업고등학교로 교명변경, 판금용접과를 기계과로 변경
- 1973년 12월 28일 : 서울 북공업고등학교 Ⅱ부 설립인가 (기계과 2, 화공과 2, 전기과 2, 전자과 1)
- 1984년 7월 23일 : 남녀 공학인가(Ⅰ부 통신과, 디자인과)
- 1985년 9월 11일 : 남녀 공학 인가(Ⅰ부 전자과 1학급)
- 1994년 10월 1일 : 본관동 개축 준공
- 2000년 4월 : 신관동 준공
- 2011년 9월 : 도시과학 기술분야 교육청지원형 특성화고 선정
- 2013년 3월 1일 : 서울도시과학기술고등학교로 교명 변경(환경과를 도시환경과로, 공간개발과를 도시공간개발과로 과명 변경)
- 2014년 2월 14일 : 해외건설플랜트 분야 마이스터고 지정
- 2016년 4월 25일 : 해외건설플랜트 마이스터고 개교식
- 2020년 9월 1일 : 제19대 이만희 교장 취임
- 2021년 2월 13일 : 제55회 졸업식(졸업생 134명) 총 32,847명
- 2021년 3월 2일 : 제58회 입학식(입학생 130명)

## 설치 학과
- 해외플랜트산업설비과
- 해외플랜트공정운용과
- 해외건설전기통신과
- 해외시설물건설과

## 참고 자료
- 서울도시과학기술고등학교 - 한국교육학술정보원 학교알리미